# Vinted
Vinted es un mercado en línea y comunitario que permite a los usuarios vender, comprar e intercambiar artículos de ropa y accesorios de segunda mano.

## Historia
En 2008, Milda Mitkute y Justas Janauskas cofundaron Vinted en Vilna, Lituania, probando un prototipo de web donde las mujeres lituanas podrían comerciar su ropa. Tras reclutar para el equipo a un conocido de Janauskas que les ayudó a publicitarlo y promocionarlo, expandieron su negocio a Alemania, donde trabajan bajo la marca Kleiderkreisel. En 2010, Vinted se publicó en los Estados Unidos. Desde su lanzamiento, Accel Socios, Burda y Insight Venture Partners han invertido en la compañía.
En 2012, Vinted se afilió con Lemon Labs, una asesoría lituana de desarrollo de aplicaciones, para lanzar su aplicación móvil. En un estudio de caso, Lemon Labs informó de que, antes de publicar la aplicaciones, el 80% del tráfico provenía desde la web en PC y el resto de la web en móvil. Solo un día después de lanzar la aplicación, el uso de Vinted aumentó en torno a un 30% con la aplicación.
El 14 de octubre de 2019, Vinted adquirió la competidora española Chicfy por 10 millones de euros.

## Negocios
Está disponible para Android e iOS, además de la versión de navegador web. Vinted proporciona a los usuarios una plataforma para vender, comprar o intercambiar su ropa y accesorios y comunicarse con los demás miembros a través del foro. Desde su lanzamiento, Vinted se ha expandido a la ropa de hombres y niños. Según su web, Vinted tiene 20 millones de miembros, con una media de 15 mil usuarios diarios. Desde 2017, Vinted está disponible en 10 países.
Subir productos y venderlos en Vinted es totalmente gratuito. Esto significa que una vez que la venta se finalice, el vendedor recibe el ingreso completo directamente en su saldo de Vinted. De este precio, la plataforma se queda con tan solo entre un 3 y un 8 por ciento.

## Impuestos
A diferencia de sus competidores, los cuales se llevan una comisión mediante impuestos sobre el precio final, Vinted le aplica un "pequeño cargo de servicio" a los compradores. También se cobra a los vendedores si desean "destacar" sus publicaciones.

## Gastos de envío
En Vinted, los gastos de envío siempre los abona el comprador. Este coste se incluye en el gasto que realiza el comprador en el momento de la adquisición, cuando paga con su tarjeta de crédito. El vendedor siempre debe enviar sus artículos los medios indicados por el comprador (el proveedor elegido y pagado por el comprador).